# PP–2000
A PP–2000 (oroszul: ПП – Пистолет-пулемёт, magyarul: géppisztoly) az oroszországi Tulában működő KBP által kifejlesztett és gyártott 9 mm-es géppisztoly. Először a 2004-es Interpolitech 2004 kiállításon mutatták be Moszkvában.
A hagyományos szabad hátrasiklásos tömegzáras rendszerű géppisztolyt elsősorban az orosz rendvédelmi erők igényei alapján fejlesztették ki. A moszkvai rendőrség 2008 végén (a belügyi szervek korábban) rendszeresítette, napjainkban már világszerte széles körben beszerezhető kézifegyver, kormányzati, rendvédelmi célra. A 9×19 mm Parabellum töltényre tervezett fegyver az MP7 és az FN P90 konkurenseként szánták (személyi páncélzat elleni nagy teljesítményű géppisztolyok), amelyet a kis üres tömeggel, a 44 darabos tárkapacitással és a rendszeresített 7N31 GRAU-kódú +P+ tölténytípus tüzelésével meg is valósít. A fegyvertok felső részén NATO-szabványú szereléksínt (Picatinny-sín) építettek be, jobbra behajtható válltámasszal rendelkezik.

## Külső hivatkozások
- A PP–2000 a gyártó KBP honlapján Archiválva 2017. november 1-i dátummal a Wayback Machine-ben
- PP-2000 submachine gun (Russia) Archiválva 2010. augusztus 19-i dátummal a Wayback Machine-ben – world.guns.ru